# Маршан, Генрих
Ге́нрих Вильге́льм Фили́пп Марша́н (нем. Heinrich Wilhelm Philipp Marchand; 4 мая 1769, Майнц — после 1812) — немецкий скрипач, пианист и композитор. Сын Теобальда Маршана, младший брат Маргареты Данци.

## Биография
Генрих родился в семье театрального деятеля Теобальда Маршана, который с 1778 года жил в Мюнхене. Мальчик был отправлен на учение к Леопольду и Наннерль Моцарт в Зальцбург в 1781 году. Там он обучался игре на скрипке, клавире и композиции. В 1782 году к нему присоединилась старшая сестра Маргарета, а потом и их двоюродная сестра Мария Иоганна Брошар (1775—1824). В сентябре 1784 года, после свадьбы Наннерль и её отъезда, дети вернулись в Мюнхен. В письмах Леопольда Моцарта сохранились указания на то, что он возлагал на Генриха большие надежды. Через несколько месяцев после расставания он посетил семью Маршанов в Мюнхене.
В феврале 1785 года пятнадцатилетний Генрих поехал в Вену на подписные концерты младшего Моцарта в казино Мельгрубе. Маршан исполнил скрипичный концерт (возможно, Виотти и, возможно, Анданте K. 470 Моцарта сочинено специально для него) на втором концерте (18 числа). Он также выступал отдельно 2 и 14 марта в Бургтеатре (публики собиралось мало) и ещё раз, 15 марта, в Музыкальном обществе.
Вольфганг и Леопольд пытались добиться для Маршана постоянного места, и в начале 1786 года ему был предложен контракт пианиста и скрипача при зальцбургском дворе, с тем чтобы он снова жил у Леопольда. Маршан выступил солистом на четырёх подписных концертах, проводившихся в ратуше в марте 1786 года: он исполнил 8 и 30 числа скрипичные концерты, а 15 и 22 числа — фортепианные концерты K. 451 и K. 466 Моцарта соответственно. Последний он играл с партитуры, и Леопольд Моцарт переворачивал страницы.
Однако, судя по переписке Леопольда, Маршан стал ему надоедать своей ленью и желанием порисоваться. После трёх лет в Зальцбурге он получил (1789) место пианиста в Регенсбурге при дворе Карла Ансельма, князя Турн-и-Таксиса. Там он оставался до июня 1806 года, иногда выезжая на концерты (в 1798 году во «Всеобщей музыкальной газете» он был назван «блестящим пианистом»), в 1805 году был в Париже.

## Сочинения
- Рондо для клавесина с оркестром.
- Вариации для клавесина
- Десять вариаций на тему Гайдна для фортепиано, соч. 1 (Мюнхен, 1800; Париж, б.г.)
- Романс из оперы «Кулуф» Николя Далейрака с вариациями для фортепиано (Париж, б.г.)
- Большой вальс для фортепиано (Париж, б.г.)
- Марш Костюшко с вариациями (Оффенбах, б.г.)